# Ga Phloen Chit BTS

Bảng hiệu ga Phloen Chit

Ga Phloen Chit (tiếng Thái: สถานีเพลินจิต, phát âm [sā.tʰǎː.nīː pʰlɤ̄ːn t͡ɕìt]) là một ga BTS skytrain, trên Tuyến Sukhumvit tại quận Pathum Wan, Băng Cốc, Thái Lan. Nhà ga nằm trên Đường Phloen Chit tại nút giao Phloen Chit đến Đường Wireless cạnh điểm bắt đầu Đường Sukhumvit. Xung quanh có khách sạn, nhà chọc trời, toà nhà văn phòng và nhiều phái bộ ngoại giao đặc biệt là đại sứ quán Anh và Hoa Kỳ trên đường Wireless. Ngoài ra cầu bộ hành còn kết nối với Central Embassy.